# Grafem
Grafem – najmniejsza jednostka pisma, która często odpowiada fonemowi. Czasem jeden fonem może mieć kilka odpowiadających mu grafemów (w jęz. polskim np. rz i ż, u i ó). W alfabetach grafem jest literą lub znakiem interpunkcyjnym. Dwa grafemy składające się na jeden fonem nazywamy digrafem (np. sz, cz, ch), a trzy – trigrafem. Kilka wariantów tego samego grafemu określa się mianem allografu. To np. Ż z kropką u góry albo z kreską Ƶ, „ł” przekreślone albo z „daszkiem”.